# Милгром, Пол
Пол Роберт Милгром (англ. Paul Robert Milgrom; род. 20 апреля 1948, Детройт, Мичиган) — американский экономист, лауреат Нобелевской премии по экономике (вместе с Робертом Уилсоном, 2020) за «усовершенствование теории аукционов и изобретение их новых форматов».

## Биография
Родился 20 апреля 1948 года в Детройте, штат Мичиган. Его отец — Абрам Исаак Милгром (1914—1989), уроженец Торонто, был маляром; мать — Анна Лилиан Милгром (урождённая Финкельштейн, 1917—1997) — домохозяйкой. Родители происходили из семей еврейских эмигрантов из России. В семье росло четверо сыновей. Когда Милгром был ребёнком семья переехала в Ок-Парк, где он окончил среднюю школу.
Получил степень бакалавра по математике (A.B.) с отличием в Мичиганском университете в 1970 году, степень магистра наук по статистике в 1978 году в Стэнфордском университете. Был удостоен докторской степени (PhD) по бизнесу в Стэнфордском университете в 1979 году. 
Преподавательскую деятельность начал в должности ассистента профессора в 1979—1981 годах, ассоциированным профессором в 1981—1982 годах, профессором в 1982—1983 годах на факультете экономики управления и принятия решений в Келлогской школе менеджмента при Северо-Западном университете. Затем преподавал в Йельском университете в качестве приглашённого профессора в 1982—1983 годах, профессора экономики и менеджмента в 1983—1985 годах, Уильямс Бразерс профессора менеджмента и профессора экономики в 1985—1987 годах. После преподавал в Стэнфордском университете в должности профессора экономики с 1987 года, директора Стэнфордского института теоретической экономики в 1989—1991 годах, Ширли и Леонард Эли-младший профессора гуманитарных и естественных наук с 1993 года, старшего научного сотрудника Стэнфордского института исследований экономической политики с 2007 года.
В 1996 году прочёл вместо умершего У. Викри лекцию на церемонии вручения Нобелевской премии. Был президентом Международной западной экономической ассоциации в 2007 году.
Является членом Американской академии искусств и наук с 1992 года, выбранным членом Национальной академии наук США с 2006 года, членом с 1980 года, а почётным феллоу с 2020 года Американской экономической ассоциации, избранный феллоу Общества теории игр с 2017 года, избранный феллоу Группы по теории финансов с 2017 года, феллоу Эконометрического общества с 1984 года, членом Общества актуариев с 1974 года.

## Семья
Вторым браком (с 2000 года) женат на Еве Мейерссон Милгром. Двое детей от первого брака — Джошуа Терстон Милгром и Элана Терстон Милгром.

## Награды
За свои достижения был неоднократно награждён:
- 2007 — грант от Национального научного фонда за работу «Рыночный дизайн»;
- 2007 — Clarivate Citation Laureates;
- 2008 — премия Эрвина Плейна Неммерса в области экономики[англ.];
- 2012 — BBVA Foundation Frontiers of Knowledge Award по экономике, финансам и менеджменту;
- 2014 — Премия «Золотой гусь»;
- 2015 — грант за работу «Дизайн аукционного рынка» от Национального научного фонда;
- 2017 — премия декана «за выдающиеся педагогические достижения в области высшего образования» от Школы гуманитарных и естественных наук Стэнфордского университета[англ.];
- 2017 — премия за инновационные количественные приложения от Чикагской товарной биржи и Научно-исследовательского института математических наук[англ.];
- 2018 — премия Джона Карти «за развитие науки» от Национальной академии наук США;
- 2020 — Нобелевская премия по экономике[12].